# Maria Correia
Maria Augusta Leonel Correia é uma médica e política angolana. Filiada ao Movimento Popular de Libertação de Angola (MPLA), é deputada de Angola pelo Círculo Eleitoral Nacional desde 28 de setembro de 2017.
Ermelinda é médica gineco-obstétra por profissão.